# Бьеркебу, Исак
Исак Бьеркебу (швед. Isak Bjerkebo; род. 19 января 2003) — шведский футболист, нападающий клуба «Кальмар».

## Клубная карьера
Начинал заниматься футболом в «Хеслехольме», откуда осенью 2016 года перешёл в молодёжную команду «Мальмё». Осенью 2021 года в её составе принимал участие в Юношеской лиге УЕФА. На групповом этапе принял участие во всех шести матчах, в которых забил четыре мяча: два в ворота «Челси» и по одному «Зениту» и «Ювентусу».
22 июня 2022 года перешёл в «Кальмар». 17 июля дебютировал за команду в чемпионате Швеции в игре с АИК, заменив на 85-й минуте Давида Оулавссона.

## Карьера в сборной
В 2019 году выступал за юношескую сборную Швеции. Дебютировал в её составе 10 мая на товарищеском турнире в Португалии в матче с Парагваем, выйдя в стартовом составе и на 54-й минуте был заменён на Эдвина Андерссона. В заключительном матче турнира с португальцами забил гол в концовке встречи, принеся своей команде ничью.

## Клубная статистика
| Выступление      | Выступление      | Выступление      | Лига | Лига | Кубки | Кубки | Конт. кубки | Конт. кубки | Итого | Итого |
| Клуб             | Лига             | Сезон            | Игры | Голы | Игры  | Голы  | Игры        | Голы        | Игры  | Голы  |
| ---------------- | ---------------- | ---------------- | ---- | ---- | ----- | ----- | ----------- | ----------- | ----- | ----- |
| Кальмар          | Алльсвенскан     | 2022             | 1    | 0    | 0     | 0     | 0           | 0           | 1     | 0     |
| Кальмар          | Итого            | Итого            | 1    | 0    | 0     | 0     | 0           | 0           | 1     | 0     |
| Всего за карьеру | Всего за карьеру | Всего за карьеру | 1    | 0    | 0     | 0     | 0           | 0           | 1     | 0     |